# Chelsea Wolfe (ciclista)
Chelsea Wolfe (nacida el 5 de mayo de 1993) es una ciclista estadounidense de ciclismo BMX estilo libre. Fue suplente del equipo femenino de BMX estilo libre que representó a Estados Unidos en los Juegos Olímpicos de Tokio 2020, lo que la convirtió en la primera deportista abiertamente transgénero en clasificarse para los Juegos Olímpicos representando a Estados Unidos.

## Primeros años de vida y educación
Chelsea Wolfe es de Lake Park (Florida), y creció en una familia de ciclistas de BMX. Empezó a montar en bicicleta a los seis años. Su familia viajó por Florida en una autocaravana para que ella compitiera en todo el estado. A los diecisiete años, le reveló a su madre que era transgénero. Asistió a la escuela secundaria comunitaria Inlet Grove y a la Universidad de Florida Central.

## Carrera
Wolfe ya había pasado por una transición de género cuando comenzó a competir como amateur en 2014. Comenzó a viajar por Estados Unidos para competir en 2016 después de que se anunciara que el BMX estilo libre se incluiría en los Juegos Olímpicos de Tokio 2020. Quedó en quinto lugar en el Campeonato Mundial de Ciclismo BMX en 2021, lo que le valió un lugar como suplente en los Juegos Olímpicos de Tokio 2020, convirtiéndola en la primera deportista abiertamente transgénero en clasificarse para los Juegos Olímpicos de los Estados Unidos.
En 2023, Wolfe tenía previsto competir de nuevo en el Campeonato Mundial de Ciclismo BMX en Escocia, que, de haber ganado el título mundial, la habría clasificado para representar a Estados Unidos en los Juegos Olímpicos de París 2024. Sin embargo, no pudo competir debido a que la Unión Ciclista Internacional implementó una nueva norma que prohíbe a las mujeres transgénero participar en la categoría femenina. La decisión puso fin a su carrera competitiva de BMX estilo libre y le impidió recibir dinero de las competiciones. El Comité Olímpico y Paralímpico Estadounidense la apoyó y le proporcionó un terapeuta, que, según ella, no habría podido costear de otro modo. Después de que la UCI pusiera fin a su carrera de BMX, fue puesta bajo vigilancia por riesgo de suicidio.

## Vida personal
Debido a su identidad de género, Wolfe ha enfrentado odio transfóbico en competencias y ha perdido contacto con algunos miembros de su familia. Wolfe es autista. Wolfe fue voluntaria de Jack the Bike Man, una organización con sede en Florida que restaura bicicletas para donarlas a grupos marginados.